# Petersburg (Virginia)
Petersburg város az USA Virginia államában. Lakosainak száma 33 458 fő (2020. április 1.).

## Népesség
A település népességének változása:
| Lakosok száma | 32 420 | 32 182 | 32 161 | 32 538 | 32 477 | 33 458 |
|               | 2010   | 2011   | 2012   | 2013   | 2015   | 2020   |